# كريستينا فريدنهايم
كريستينا إليزابيت فريدنهايم (بالسويدية: Christina Fredenheim)‏ (1762-1841) فنانة ومغنية ونبيلة سويدية. كانت عضوا في الأكاديمية الملكية السويدية للموسيقى .
كانت كريستينا فريدنهايم موسيقي ومغنية معروفة ومقدرة. كانت متزوجة من كارل فريدريك فريدنهايم النبيل، الذي مدير الأكاديميات الملكية. كانت تعتبر مغنية سوبرانو جيدة، لكن قلة التدريب المهني تسبب لها في ارتكاب بعض الأخطاء الملحوظة في أدائها. وضعها الاجتماعي جعلها غير ملائمة للأداء المهني؛ كفنانين الهواة الآخرين من من الطبقات العليا، كانت تقدم العرض العام في الحفلات الموسيقى الخيرية فقط، والباقي في الحفلات الخاصة.
في عام 1799، على سبيل المثال، غنت في حفل موسيقي في ستوكهولم في ديو مع ماريان إرينستروم برفقة كريستوفر كريستيان كارستن ومع مارجريتا ألسترومر التي لعبت على الكلافيتشورد ، وفي عام 1801 ، غنت أجزاء حواء والملاك غابرييل في أداء الخلق للمؤلف هايدن .
في عام 1795 ، تم انتخابها كعضو في الأكاديمية الملكية السويدية للموسيقى، مع كل من مارغريتا ألسترومر وأولريكا بوك وآنا بريتا وينديليوس .